# (9322) Lindenau
Pour les articles homonymes, voir Lindenau.
(9322) Lindenau est un astéroïde de la ceinture principale.

## Description
(9322) Lindenau est un astéroïde de la ceinture principale. Il fut découvert le 10 janvier 1989 à Tautenburg par Freimut Börngen. Il présente une orbite caractérisée par un demi-grand axe de 3,17 UA, une excentricité de 0,17 et une inclinaison de 2,0° par rapport à l'écliptique.

## Compléments